# امپانیهی، مهابو
امپانیهی، مهابو (به لاتین: Ampanihy, Mahabo) یک سکونتگاه مسکونی در ماداگاسکار است که در منابه واقع شده‌است.

## خصوصیات
امپانیهی ۷٬۰۰۰ نفر جمعیت دارد و ۱۳۵ متر بالاتر از سطح دریا واقع شده‌است.